# Carl Olof Christensson Lindgren
Carl Olof Christensson Lindgren, född 9 mars 1843 i Aspås socken, Jämtlands län, död 18 mars 1905 i Häggenås socken, Jämtlands län, var en svensk orgelbyggare. Han var kantor i Häggenås församling. På 1880-talet utförde han ombyggnationer och reparationer på orglar i Jämtland.

## Biografi
Lindgren föddes 9 mars 1843 på Lien i Aspås socken. Han var son till klockaren Christian Röst och Kerstin Andersdotter. Lindgren flyttade 1863 till Gräta Nora socken och arbetade där som organist i Nora församling. 1864 flyttade han hem till Näset i Aspnäs och arbetade organist i Aspås församling. Lindgren gifte sig 1868 med Karin Salmonsdotter. 1875 flyttade de till Östersund och han började arbeta som handlande. Familjen flyttade 1879 till Aspås socken. Lindgren att arbeta då som organist i Aspås församling. De flyttade 1890 till Österåsen i Häggenås socken. Lindgren avled 18 mars 1905 i Häggenås socken.

## Lista över orglar
| År        | Ursprunglig kyrka | Stift      | Manualer | Pedal   | Stämmor      | Bevarad orgel/fasad | Övrigt |
| --------- | ----------------- | ---------- | -------- | ------- | ------------ | ------------------- | --- |
| 1883      | Rödöns kyrka      | Härnösands |          |         | 9            |                     | Reparerad och tillbyggd orgel med en stämma. Orgeln var byggd 1752 av Carl Holm, Uppsala med 8 stämmor och var Jämtlands första orgel.        |
| 1883      | Häggenås kyrka    | Härnösands |          |         |              |                     | Ombyggnation. |
| 1884/1886 | Gåxsjö kyrka      | Härnösands | 2        | Bihängd | 10           |                     | Ombyggnation, tillsammans med Anders Christian Anton Schuster, omdisponerades ca 1910 av Jonas Larsson Landberg.                              |
| 1884      | Mörsils kyrka     | Härnösands |          |         |              |                     | Ombyggnation. |
| 1885      | Brunflo kyrka     | Härnösands | 2        | 13      | Självständig |                     | Ombyggnation och tillbyggnation av orgel byggd 1807 av Eric Nordqvist, Nora. Orgeln hade från början en manual, 11 stämmor och bihängd pedal. |